# Yachiyo, Ibaraki
Yachiyo (japanska: 八千代町?, Yachiyo-machi) är en landskommun i Ibaraki prefektur i Japan. 